# Vicky Grau
Vicky Grau Muxella (Sant Julià de Lòria, 8 aprile 1975) è un'ex sciatrice alpina andorrana, portabandiera del suo Paese durante la cerimonia di apertura dei XVII Giochi olimpici invernali di Lillehammer 1994.

## Biografia

### Stagioni 1992-1997
Sorella di Sandra, a sua volta sciatrice alpina, Vicky Grau debuttò in campo internazionale in occasione dei Mondiali juniores di Maribor 1992; esordì ai Giochi olimpici invernali ad Albertville 1992, dove si classificò 37ª nel supergigante e non completò lo slalom gigante e lo slalom speciale, e ai Campionati mondiali a Morioka 1993, dove si piazzò 44ª nel supergigante, 35ª nello slalom gigante e 28ª nello slalom speciale.
Ai XVII Giochi olimpici invernali di Lillehammer 1994, dopo esser stata portabandiera del suo Paese durante la cerimonia di apertura, fu 36ª nel supergigante e non completò lo slalom gigante e lo slalom speciale; ai Mondiali di Sierra Nevada 1996 si classificò 16ª nello slalom speciale e non completò lo slalom gigante. Esordì in Coppa del Mondo il 18 gennaio 1997 a Zwiesel in slalom gigante, senza concludere la prova, e ai successivi Mondiali di Sestriere 1997 si piazzò 23ª nello slalom speciale e non completò lo slalom gigante.

### Stagioni 1998-2002
Ai XVIII Giochi olimpici invernali di Nagano 1998 fu 19ª nello slalom speciale e non completò lo slalom gigante; sempre nel 1998 ottenne il miglior piazzamento in Coppa del Mondo, il 21 novembre a Park City in slalom speciale (19ª), mentre nel 1999 partecipò ai Mondiali di Vail/Beaver Creek, sua ultima presenza iridata, dove si classificò 19ª nello slalom speciale e conquistò l'ultima vittoria (nonché ultimo podio) in Coppa Europa, il 1º marzo a Kiruna in slalom speciale.
Prese per l'ultima volta il via in Coppa del Mondo il 20 gennaio 2002 a Berchtesgaden in slalom speciale, senza concludere la prova, e ai successivi XIX Giochi olimpici invernali di Salt Lake City 2002, sua ultima presenza olimpica, si classificò 24ª nello slalom speciale e non completò lo slalom gigante; si ritirò al termine di quella stessa stagione 2001-2001 e la sua ultima gara fu lo slalom gigante dei Campionati spagnoli 2002, disputato il 22 marzo a Candanchú e non completato dalla Grau.

## Palmarès

### Coppa del Mondo
- Miglior piazzamento in classifica generale: 103ª nel 1999

### Coppa Europa
- Miglior piazzamento in classifica generale: 45ª nel 1999
- 1 podio (dati dalla stagione 1994-1995):
  - 1 vittoria

#### Coppa Europa - vittorie
| Data          | Località | Paese  | Specialità |
| ------------- | -------- | ------ | ---------- |
| 1º marzo 1999 | Kiruna   | Svezia | SL         |

Legenda:

SL = slalom speciale

### Nor-Am Cup
- Miglior piazzamento in classifica generale: 72ª nel 1999
- 1 podio (dati dalla stagione 1994-1995):
  - 1 terzo posto

### Campionati andorrani
- 7 medaglie (dati dalla stagione 1994-1995):
  - 7 ori (slalom speciale nel 1995; slalom gigante, slalom speciale nel 1996; supergigante nel 1997; slalom gigante nel 1999; slalom gigante, slalom speciale nel 2002)